# Pražské Předměstí (Písek)

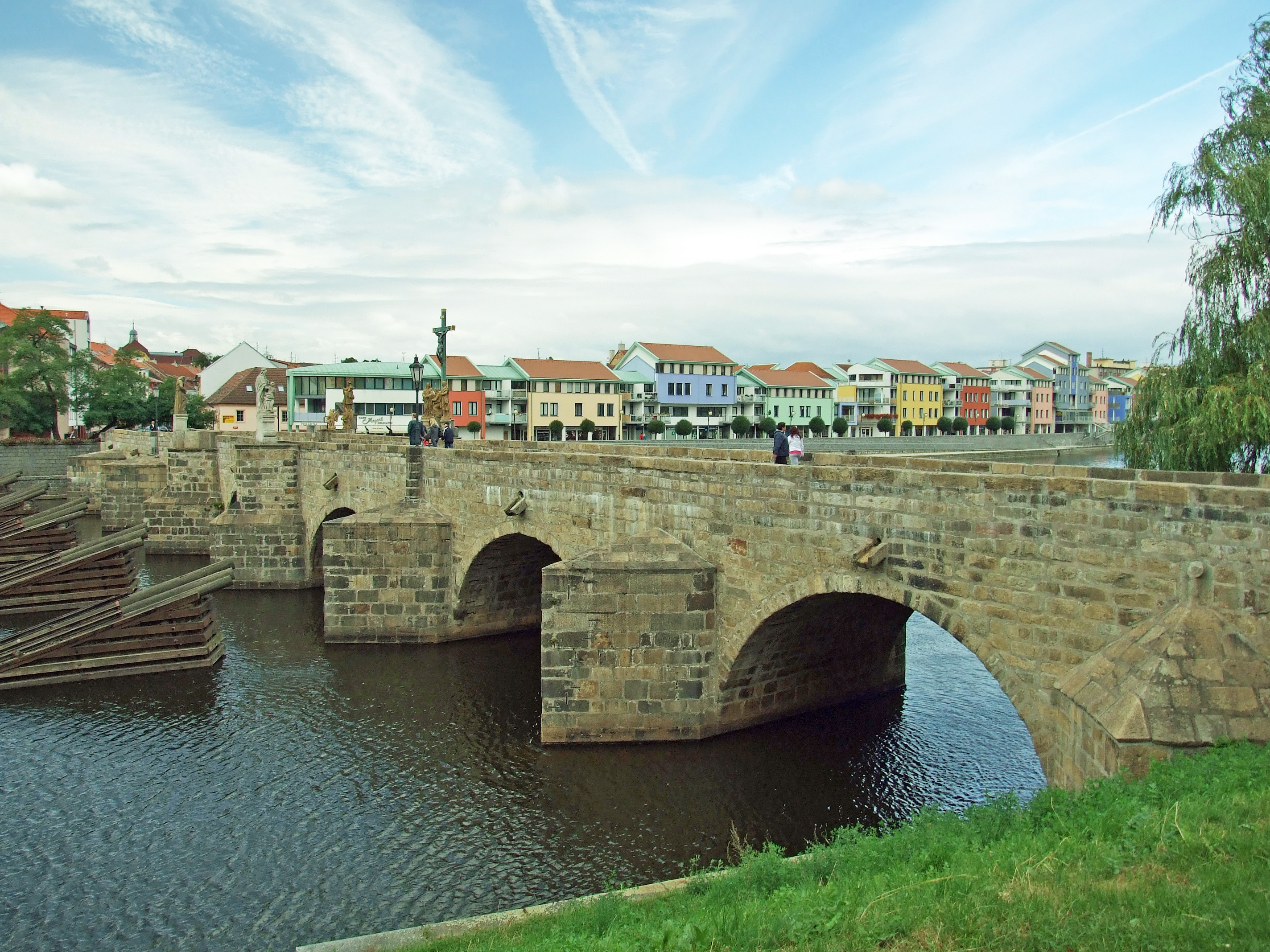
Blick zur Steinernen Brücke in Richtung Prager Vorstadt

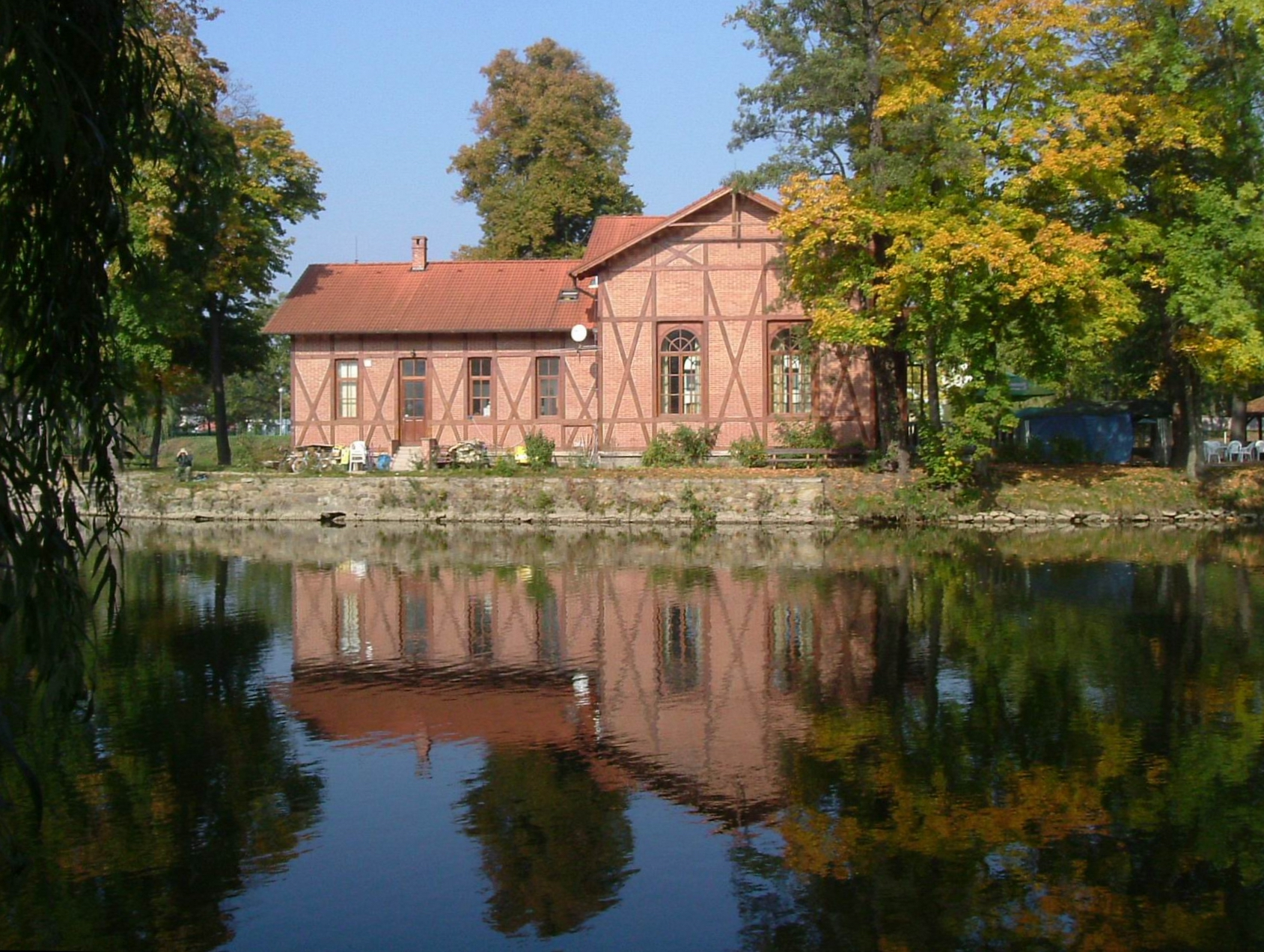
Restaurant auf der Stadtinsel

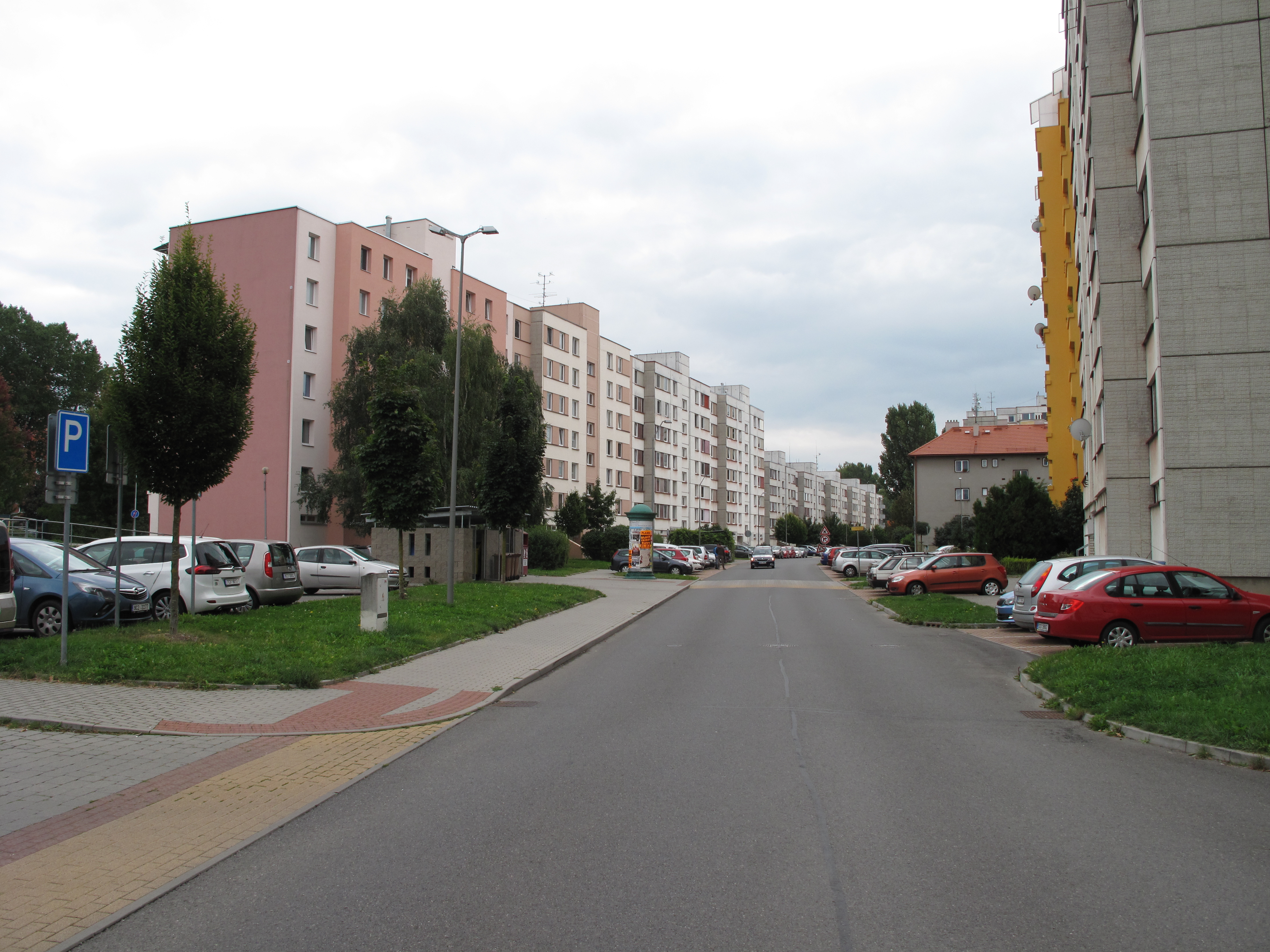
Wohnblöcke der Siedlung Portyč

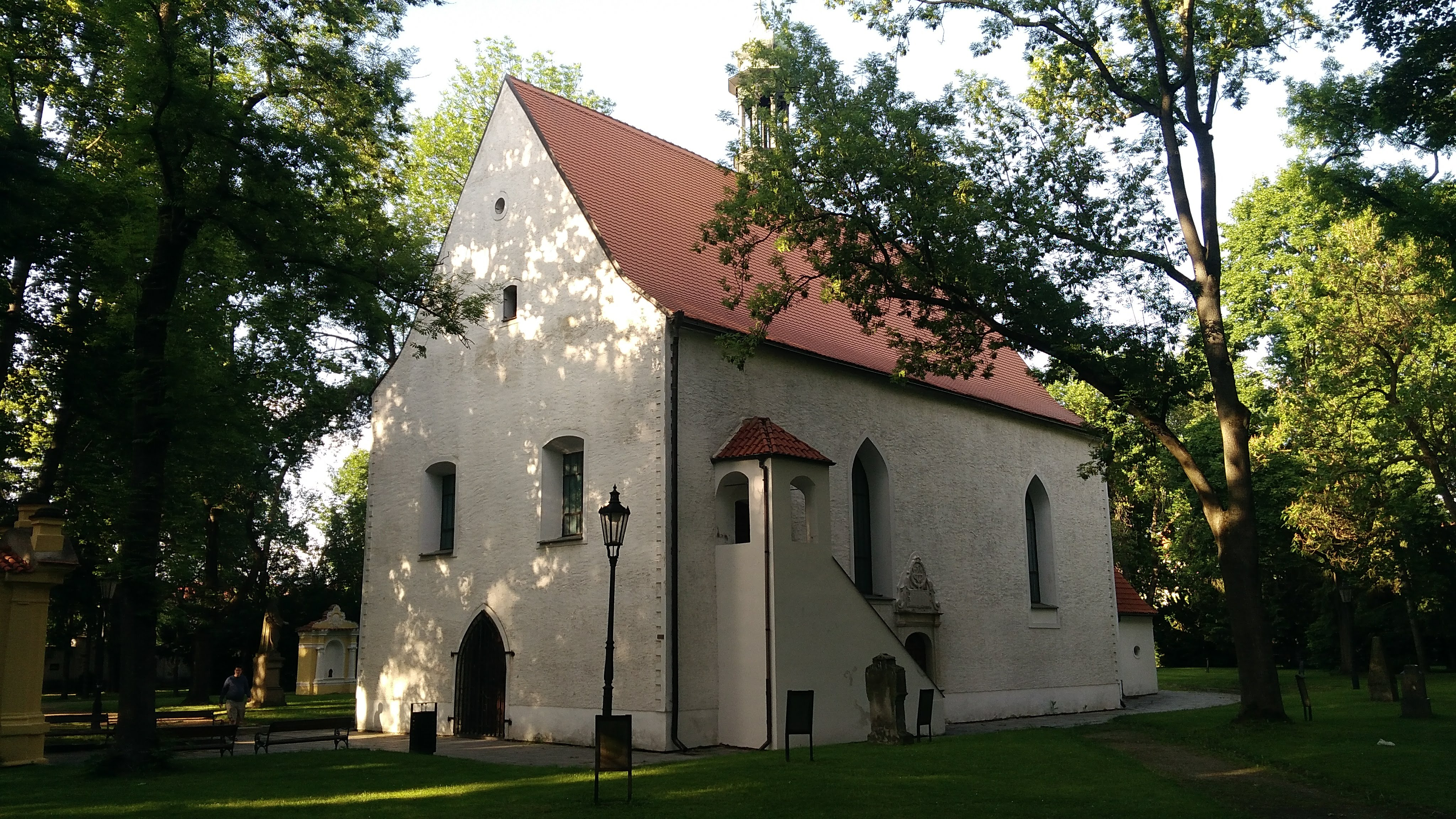
Dreifaltigkeitskirche

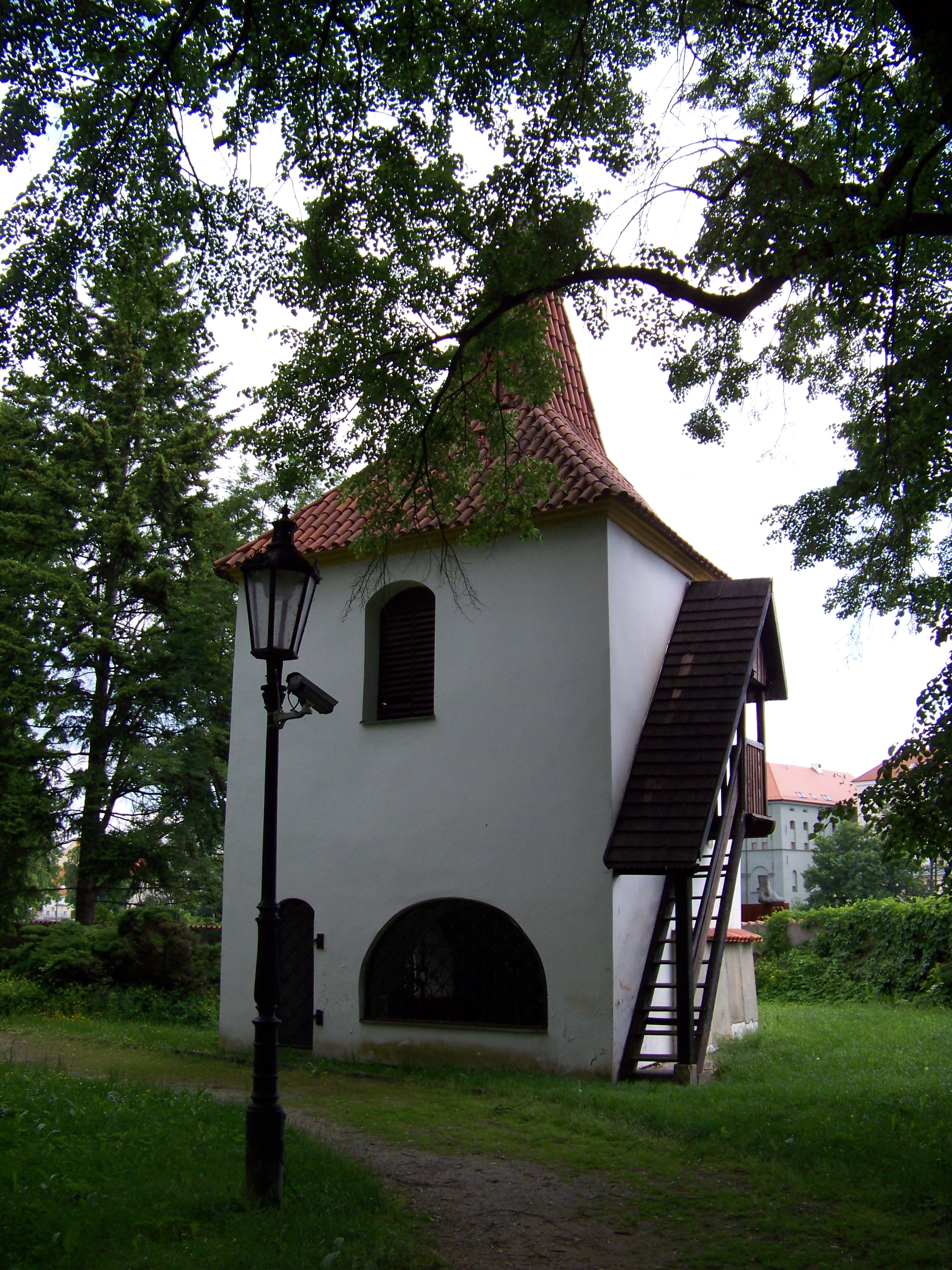
Glockenturm auf dem ehemaligen Stadtfriedhof

Pražské Předměstí, volkstümlich Portyč (deutsch Prager Vorstadt) ist ein Ortsteil der Stadt Písek (Pisek) in Tschechien. Er liegt nordwestlich des Stadtzentrums von Písek und gehört zum Okres Písek.

## Geographie
Die Vorstadt Pražské Předměstí befindet sich linksseitig der Otava (Wottawa) an der Einmündung des Baches Jiher in der Písecká pahorkatina (Piseker Hügelland). Nördlich erheben sich der Na Cvičišti (392 m n.m.) und der Na Hřebíčku (409 m n.m.), im Nordosten der Kostelík (509 m n.m.) und der Na Lomech (543 m n.m.), östlich der Na Logrech (510 m n.m.), der Honzíček (572 m n.m.) und der Provazce (611 m n.m.) sowie im Nordwesten der Na Jihru (394 m n.m.) und der Švimberk (418 m n.m.). Durch Pražské Předměstí führen die Staatsstraße I/20 nach Blatná sowie die II/139 zwischen Písek-Budějovické Předměstí und Dobev. Entlang der westlichen Gemarkungsgrenze verläuft die Bahnstrecke Protivín–Zdice.
Nachbarorte sind Purkratice und Topělec im Norden, Vrcovice, U Martínka, Pazderna und Nad Lázněmi im Nordosten, Budějovické Předměstí im Osten und Süden, Písek-Vnitřní Město im Südosten, Hradiště im Südwesten sowie Václavské Předměstí im Westen.

## Geschichte
Die Vorstadt entstand vermutlich nach 1265 nach der Errichtung der Steinernen Brücke, an deren westlichen Ende sich der Siedlungskern befindet, als Ansiedlung von Händlern am Goldenen Steig. 1351 ließ der Generalgroßmeister Heinrich der Kreuzherren mit dem Roten Stern ein Spital mit Kapelle errichten. Zwei Priester der Kreuzherren versahen bis zu deren Zerstörung während der Hussitenkriege am 20. August 1419 in der Kapelle den Gottesdienst. Weil der um die Dechaneikirche Mariä Geburt angelegte Stadtfriedhof keinen ausreichenden Platz mehr bot, ließ die Stadt im Jahre 1549 gegenüber der Stadt auf dem Schwemmsand am anderen Ufer der Otava einen neuen Friedhof anlegen. 1796 wurde für das Spital ein neuer Stiftungsbrief ausgefertigt, nach dem Nikolaus Wolinsky der Gründer gewesen sein soll. Im Jahr darauf entstand die neue Ärarialstraße von Písek nach Blatná. In der ersten Hälfte des 19. Jahrhunderts reichte die Vorstadt beiderseits der Ärarialstraße von der Steinernen Brücke nach Westen bis zum Spital, außerdem erstreckte sich eine zweireihige Bebauung entlang der Otava nach Norden bis zum Flussknie an den Portyčské skály. Bei Soldaten des in Písek stationierten k.u.k. Infanterieregiments Johann Georg Prinz von Sachsen Nr. 11, die während der Koalitionskriege in Italien gekämpft hatten, erweckte die eng bebaute, niedrige Häuserreihe am Fluss Assoziationen mit der Bebauung von Portici, so dass sich dafür im Volksmund der Name Portyč (Portitsch) verbreitete.
Im Jahre 1837 bestand die im Prachiner Kreis an der Prager Chaussee gelegene Prager Vorstadt aus 127 Häusern mit 914 Einwohnern. Im Ort gab es die Begräbniskirche zur hl. Dreifaltigkeit mit dem Friedhof für die Stadt und die Vorstädte sowie das Bürgerspital zu St. Elisabeth mit einer Kapelle des hl. Jodok und der hl. Elisabeth, das ein Stammvermögen von über 2400 Gulden besaß. Gepfarrt war die Vorstadt zur Dechaneikirche Mariä Geburt. Bis zur Mitte des 19. Jahrhunderts blieb das Pražské Předměstí der Stadt Písek untertänig.
Nach der Aufhebung der Patrimonialherrschaften bildete Pražské Předměstí / Prager Vorstadt ab 1850 einen Ortsteil der Stadtgemeinde Písek im Gerichtsbezirk Pisek. 1868 wurde die Vorstadt dem Bezirk Pisek zugeordnet. Im Jahre 1869 bestand Pražské Předměstí aus 172 Häusern und hatte 1678 Einwohner. Um die Jahrhundertwende setzte ein Umbau und eine starke Erweiterung der Vorstadt ein. Im Jahre 1900 hatte Pražské Předměstí 3232 Einwohner, 1910 waren es 3625.
Nach dem Ersten Weltkrieg zerfiel der Vielvölkerstaat Österreich-Ungarn, Pražské Předměstí wurde 1918 Teil der neu gebildeten Tschechoslowakischen Republik. Beim Zensus von 1921 wurde die Vorstadt als direkter Bestandteil von Písek betrachtet, für den keine separaten Daten erhoben wurden. 1930 lebten in den 303 Häusern von Pražské Předměstí 4298 Personen. Zwischen 1939 und 1945 gehörte Pražské Předměstí / Prager Vorstadt zum Protektorat Böhmen und Mähren. Nach dem Ende des Zweiten Weltkrieges kam Pražské Předměstí zur wiedererrichteten Tschechoslowakei zurück. Mit Beginn des Jahres 1980 wurde die Vorstadt wieder als Ortsteil von Písek geführt. In den 1980er Jahren begann im nördlichen Teil der Vorstadt der Abbruch der vorhandenen kleinteiligen Bebauung und die Errichtung der Siedlung Dukla (heute Siedlung Portyč) mit achtgeschossigen Plattenbauten des Typs T06B. 1991 lebten in den 183 Häusern von Pražské Předměstí 4323 Personen. Im Laufe des 20. Jahrhunderts wurde die gesamte Ortsbebauung durch neuzeitliche Häuser ersetzt. Beim Zensus von 2011 hatte Pražské Předměstí 5640 Einwohner und bestand aus 215 Wohnhäusern.
In Pražské Předměstí befindet sich das Zimní Stadion Písek, die Spielstätte des IHC Králové Písek.

## Ortsgliederung
Der Ortsteil Pražské Předměstí besteht aus den Grundsiedlungseinheiten Dobešice, Pražské Předměstí I, Pražské Předměstí II und Za Ovčínem. Zu Pražské Předměstí gehören zudem die Siedlung Portyč sowie die Einschichten Na Kuchyňce und U Robinsona.
Der Ortsteil ist Teil des Katastralbezirkes Písek.

## Sehenswürdigkeiten
- Steinerne Brücke über die Otava, errichtet im 13. Jahrhundert
- Kirche der hl. Dreifaltigkeit, errichtet 1549–1576 in der Mitte des neuen Stadtfriedhofes. Das Renaissanceportal ist mit zwei Delfinen verziert, die das Stadtwappen und eine Inschriftentafel tragen. Heute wird sie für Konzerte und gesellschaftliche Veranstaltungen genutzt.[4]
- Ehemaliger Waldfriedhof Písek, er wurde 1549 als neuer Stadtfriedhof angelegt und 1933 zum Waldfriedhof umgestaltet. 1949 wurde der Friedhof aufgehoben und Mitte der 1970er Jahre als Pietätspark der hl. Dreifaltigkeit neu gestaltet. Erhalten sind u. a. die Grabstätten von August Sedláček und Otakar Ševčík.[5]
- Gemauerter Glockenturm an der Friedhofsmauer. Er wurde 1575 auf Veranlassung der Witwe des Píseker Bürgers Jiří Kahoun an einem der Eingänge errichtet. Die im selben Jahr von der Prager Glockengießerwerkstatt Brikcí von Cinperk gegossene Glocke wurde nach der Aufhebung des Friedhofes zunächst in den Turm der Dechaneikirche Mariä Geburt gehängt und kam später in die Klosterkirche der Kreuzerhöhung.[6]
- Městský ostrov (Stadtinsel) in der Otava
- Portyčské skály, Felsen am Flussknie der Otava